# 単細胞生物
単細胞生物（たんさいぼうせいぶつ）とは、1個の細胞だけからできている生物のこと。体が複数の細胞からできている多細胞生物に対する言葉である。
原核生物と原生生物に多く、菌類の一部にもその例がある。
単細胞生物には寿命が無いと思われがちだが、接合による遺伝子交換をさせないよう注意深くゾウリムシを培養するとやはり死に至る。

## 歴史的概況
顕微鏡観察の発達によって、生物は細胞からなるとの認識が確定する中で、微生物には細胞に分かれていないものが多々あることがわかってきた。これらを細胞構造を持たないものだと判断する説もあり、非細胞性生物という言葉もあったが、やがて、それらの体内に多細胞生物の細胞内と共通する構造があることが判明し、単独の細胞で生活する生物であるとの認識が確定した。
なお、後に原核細胞と真核細胞の差、古細菌と真正細菌の違いが判明した。それらの差は単細胞生物と多細胞生物の差より遙かに重要なので、現在では単細胞生物をひとまとめにする分類学的意味はない。

## 様々な単細胞生物
単細胞ということで、単純な生物だと判断するのは大きな間違いである。単一の細胞だけで生きているため、多細胞生物の細胞より遙かに複雑で、全体の多様性も極めて広い。また、原生生物の場合、個々の機能のための特別な器官のようなものを発達させるものも少なくない。細胞器官という言葉は、元来このような構造に対して用いられたようである。
運動して餌を漁る、動物的な性格のものでは、特に運動のための器官と、摂食のための器官が発達する。広く見られるものには、鞭毛、繊毛、それに偽足（仮足）がある。鞭毛、繊毛はほぼ同じ構造で、鞭のように動かして水をかいて移動に用いる。鞭毛は長くて数が少ないもの、繊毛は短くて一面に生えているものが普通である。偽足はアメーバの運動に見られるもので、細胞内の原形質流動によって、細胞の一部を前にのばし、その中へ細胞内容が流れ込むことで移動する。
また、固着するツリガネムシなどでは、伸び縮する柄を発達させたものもある。
摂食のために、明確な口を持つものもある。繊毛虫では、口の周辺に繊毛が特有の配置で並び、水流を起こして口へ微粒子を流し込むものもある。
細胞壁があり、光合成をし、特に運動器官を持たない珪藻やユレモなどでも、移動能力を持つものがある。
また、複数の単細胞個体が集まった、群体を形成するものもある。

## 単細胞生物の限界
単細胞では、体を大きくするのが困難と考えられる。
実際には、単細胞生物であっても、大きいものは肉眼的なものがある。普通の単細胞生物では、アメーバ、イエシロアリの腸内微生物に1 mm近いものがある。それ以上大きいと、体の形を支えるのが困難なのであろう。しかし、固い殻を持つ有孔虫では現生のゼニイシが直径1 cm、化石種にはもっと大きなものがある。深海に生息するクセノフィオフォラの1種、Syringammina fragillissimaは、直径が20 cmにもなる。さらに、細胞の仕切がない点だけを問題にするならば、もっと大きいものが存在する。藻類では、細胞壁があり、さらに細胞内に支える仕組みを持っているものがあり、オオバロニアは球形で直径3 cm以上、カサノリは長さ5 cm、マガタマモは10 cmにも達する。ミルは細かい糸状体が絡まった構造で1 m、さらに粘菌の変形体は薄く広がるため場合によっては3 mを超える。このような大型のものは、細胞内に多数の核を持つ多核体である。どうやら、単細胞で大きくなることの問題点の一つは、大きくなると核の支配を細胞全体に行き渡らせることが難しい点にもあるらしい。
また、乾燥への対応も難しいようだ。しかも陸では体を支えるのがさらに困難である。単細胞で大きなものはなく、乾燥に対しては休眠で耐えるもの以外にはないようである。